# Philips Medizin Systeme
Das Unternehmen Philips Medical Systems Development and Manufacturing Centre (DMC) GmbH (kurz: Philips Medical Systems) ist Teil der Koninklijke Philips N.V. (Royal Philips N.V., kurz: Philips genannt) und der Sparte Philips Healthcare zugeordnet. Philips Medical Systems ist Produktionsstätte für Röntgenröhren mit historischem Sitz in der Röntgenstraße in Hamburg-Fuhlsbüttel. Das Unternehmen Philips Medical Systems ging 1987 aus der Umbenennung der Hamburger Firma C.H.F. Müller hervor, die Philips bereits 1927 übernommen hatte.

## Gründung
Der Gründer der Firma C.H.F. Müller, Carl Heinrich Florenz Müller, war der Hersteller der ersten Röntgenröhre, die für medizinische Zwecke verwendet werden konnte. Wilhelm Conrad Röntgen, der am 8. November 1895 die nach ihm benannten Röntgenstrahlen entdeckte, meldete für seine Entdeckung nie Patent an, wodurch bereits im Jahre 1896 mit der Fertigung von Röntgenröhren in Hamburg begonnen werden konnte. Sechs Wochen nach der Entdeckung durch Wilhelm Conrad Röntgen ging die erste Röntgenröhre der Firma C.H.F. Müller in die klinische Anwendung des Universitätsklinikums Hamburg-Eppendorf. Vermutlich ist dies der erste klinische Einsatz weltweit. Ab diesem Zeitpunkt betrieb das C.H.F. Müller Röntgenwerk Röntgentechnik, ab 1924 wurden am Standort unter der Marke Valvo auch Elektronenröhren für den neu entstehenden Markt der Rundfunkempfänger produziert.
Nachdem bei Philips die ersten Forschungen auf dem Gebiet der Röntgenröhren im Jahre 1917 anliefen, begann bereits drei Jahre später, 1920, die Röntgenröhrenfertigung mit dem Resultat der ersten Philips Röntgenröhre im Jahre 1922. Am 17. April 1927 gingen die Firma C.H.F. Müller, deren Inhaber seit 1909 der Chemiker Max Liebermann war, sowie die Tochtergesellschaft Radio Röhrenfabrik GmbH („Valvo“) in den Besitz der Philips AG unter dem Namen „C.F.H. Müller Unternehmensbereich der Philips GmbH“ über. Die Verknüpfung der langjährigen Erfahrungen von C.H.F. Müller in der Fertigung von Röntgenröhren in Hamburg mit den Ergebnissen der Forschungen über Röntgenröhren in Eindhoven bildet für Philips weltweit eine wichtige Basis für die späteren Erfolge in der Medizintechnik. Der Hauptsitz von Philips Medical Systems war seither Hamburg. Eine weitere Niederlassung befand sich in Böblingen. Es bestand auch eine „C.H.F. Müller Aktiengesellschaft“ in Hamburg.

## Beschreibung des Standorts heute
Am DMC sind zwei Geschäftseinheiten angesiedelt, die der Sparte Philips Healthcare zugeordnet sind: Diagnostic X-ray (DXR) und Imaging Components (IC). Außerdem ist es der Standort für Philips Research (Forschung). Am Standort arbeiten rund 1200 Mitarbeiter.
In der Geschäftseinheit IC werden Generatoren, Röhren und Komponenten für bildgebende Systeme basierend auf Röntgenstrahlen entwickelt und gefertigt. Hamburg ist die weltweite Zentrale für Entwicklung, Fertigung und Service für mehr als 100 Produkte. Weitere Standorte sind in Suzhou, Shenyang sowie in Best.
In der Geschäftseinheit DXR werden Systeme für den globalen Markt in den folgenden Bereichen entwickelt und vermarktet:
- Digitale Radiographie
- Analoge Radiographie
- Mobile Radiographie
- Universale Radiographie/Fluoroskopie

Hamburg ist Standort für Entwicklung, Service sowie Marketing für mehr als 30 Produkte. Weitere Standorte sind in Suzhou, Best, Pune, sowie in Bangalore.